# Almen sprogforståelse
Almen Sprogforståelse er et fagsamarbejde, der skal sikre en fælles basis for det sproglige arbejde i det almene gymnasium, fungere som en introduktion til valget af de sproglige studieretninger og kvalificere til de videregående uddannelser ved at vise, hvordan beskæftigelsen med sprog er en del af den almene dannelse. Almen Sprogforståelse består af to dele: En almen del og en latindel, der indbyrdes beriger hinanden og støtter indlæringen af det sproglige grundstof.
Der arbejdes med bl.a. kommunikation, sproghistorie og grammatik ud fra bl.a. dansk, engelsk og latin.
Almen sprogforståelse er ét af tre grundforløb af ½ års varighed, der indleder undervisningen i 1. g. De to andre grundforløb er almen studieforberedelse og naturvidenskabeligt grundforløb.